# Xomidhan
Xomidhan è un'organizzazione indiana senza scopo di lucro che fornisce consulenza professionale e servizi per l'impiego a persone che vivono in condizioni di indigenza nell'India nord-orientale. Xomidhan divenne effettivamente operativo il 1º gennaio 2010. Lo statuto dell'organizzazione è conforme al Societies Registration Act del 1860.
Xomidhan fornisce consulenza professionale attraverso un team di esperti che si sono formati e provengono da ambiti multidisciplinari tra cui ingegneria, design, media, economia, pubbliche relazioni, medicina, management, discipline artistiche e sportive. Xomidhan fornisce anche un servizio gratuito di creazione di curriculum in associazione con un'altra organizzazione senza scopo di lucro: Sakori.

## Riconoscimenti
- eNorthEast "Menzione speciale della giuria" 2011.[7][8][9]
- Manthan Award South Asia "Menzione speciale della giuria" 2014.[10][11]

## Programma di tutoraggio-borse di studio
Nel 2012, Xomidhan ideò il bando, che si rinnova annualmente, "Mentor-ship cum Scholarship". Il programma prevede che sei studenti promettenti, provenienti da un contesto familiare economicamente svantaggiato, ricevano sia tutoraggio per il loro percorso di studi che borse di studio. Gli studenti selezionati rientrano nel periodo di istruzione che va dalle scuole medie alle scuole superiori.
Secondo i criteri di selezione, gli studenti devono aver ottenuto punteggi elevati durante gli anni di formazione dalle scuole medie alle scuole superiori, e devono far parte di un nucleo familiare il cui reddito annuo (al 2020) non superi le ₹ 175.000  (€ 2.069,50). Ogni studente che superi le selezioni viene assegnato alla supervisione di due tutor, che in base alle aspirazioni e alle reali attitudini dello studente cercheranno di individuare per lui una possibile carriera lavorativa futura, e quindi un percorso di studi adeguato. Ogni borsa di studio ammonta a circa ₹ 25.000 all'anno (circa 300 €).